# Sophta
Sophta é um gênero de traça pertencente à família Arctiidae.